# Детектив Чинк и Златният кошер
„Детектив Чинк и Златният кошер“ (на руски: Чинк: Хвостатый детектив) е руска компютърна анимация от 2022 г. на режисьора Григорий Вожакин, който е съсценарист със Дария Донцова, Александър Мишански и Андрей Житков. Продуциран е от „Союзмультфильм“ и е разпространен от „Централ Партнершип“. Премиерата на филма излиза по кината в Русия на 17 ноември 2022 г.

## Актьорски състав
- Евелина Бледанс – Софи
- Иван Чабан – Чинк
- Мирослава Карпович – Белка
- Михаил Кшиштовский – Ник
- Александър Олешко – Фил
- Борис Смолкин – Карл
- Ян Цапник – Барсук

## В България
В България филмът излиза по кината на 25 август 2023 г. от Про Филмс.